# Filmmuseum München
Le Filmmuseum München (musée du cinéma de Munich) est un musée du cinéma situé à Munich, en Allemagne. Créé en 1963, c'est l'un des six musées nationaux consacré au « septième art ».